# Seznam angleških atletov
Seznam angleških atletov.

## A
- Harold Abrahams
- Yamile Aldama

## B
- Roger Bannister

## E
- Jonathan Edwards
- Jessica Ennis-Hill

## F
- Mo Farah (Mohamed Muktar Jama Farah)

## H
- Keely Hodgkinson
- Kelly Holmes

## P
- Joanne Pavey

## R
- Paula Radcliffe
- Godfrey Rampling (1909-2009)

## S
- Jennifer Stoute

## Y
- Rabah Yousif